# Unione Sportiva Lecce 2021-2022
Questa voce raccoglie le informazioni riguardanti l'Unione Sportiva Lecce nelle competizioni ufficiali della stagione 2021-2022.

## Stagione
Ingaggiato l'allenatore Marco Baroni e il direttore sportivo Stefano Trinchera, tornato nei quadri dirigenziali del club dopo cinque anni per affiancare il direttore dell'area tecnica Pantaleo Corvino, il Lecce, del nuovo capitano Fabio Lucioni, all'esordio stagionale vince (1-3) sul campo del Parma nei trentaduesimi di finale di Coppa Italia. I giallorossi iniziano poi il secondo campionato consecutivo in serie cadetta con una sconfitta (3-0) sul campo della Cremonese, seguita da due pareggi e dalla prima vittoria, contro l'Alessandria al Via del mare. Il Lecce inanella, quindi, una striscia di 15 risultati utili consecutivi in campionato, stazionando stabilmente nelle posizioni di vertice della classifica. A dicembre elimina lo Spezia ai sedicesimi di finale di Coppa Italia, approdando agli ottavi di finale, dove, unica squadra non di Serie A ancora in corsa nella competizione, viene eliminato dalla Roma. Nel mese di gennaio la squadra giallorossa ottiene tre vittorie consecutive, compreso il recupero della penultima giornata di andata contro il L.R. Vicenza, salendo con questi risultati da sola in vetta alla classifica, per la prima volta in stagione. Il comando della graduatoria viene mantenuto nelle successive due giornate, poi il Lecce scende al secondo posto, superato dalla Cremonese. Risalito al primo posto al ventiquattresimo turno, il 23 febbraio il club salentino, unica squadra ancora imbattuta in casa nel campionato cadetto, subisce la prima sconfitta casalinga della stagione contro il Cittadella, scendendo al secondo posto, ma nel turno seguente risale in vetta insieme alla Cremonese. Il duello al vertice con i lombardi prosegue sino al ventinovesimo turno, quando i giallorossi sono scavalcati in vetta dal Pisa, sceso poi al secondo posto alla trentesima giornata, a pari merito con i giallorossi. Dopo il pareggio in casa del Parma, il quarto consecutivo, al trentunesimo turno, l'ultimo prima della sosta per le nazionali, il Lecce scende al quarto posto, per poi risalire al secondo alla trentaduesima giornata. Al trentaquattresimo turno, battendo la SPAL e approfittando della sconfitta della Cremonese sul campo del Frosinone, i giallorossi risalgono al primo posto solitario, ma poi perdono il primato al turno successivo, subendo una sconfitta sul campo della Reggina. Al terzultimo turno, battendo in casa il Pisa, i salentini approfittano della sconfitta della Cremonese sul campo del Crotone e risalgono in vetta, posizione mantenuta sino alla fine del campionato. A garantire la promozione in massima serie è la vittoria casalinga (0-1) sul Pordenone all'ultima giornata, con i salentini che confermano il primo posto in classifica in serie cadetta per la seconda volta nella storia del club, aggiudicandosi la Coppa Nexus e piazzando ancora il proprio bomber Massimo Coda che ha firmato 20 reti, già eletto miglior giocatore del torneo dalla Lega Serie B, al primo posto della classifica dei marcatori (secondo titolo di capocannoniere di fila per il calciatore).

## Divise e sponsor
Come sponsor tecnico per la stagione 2021-2022 è confermato il marchio M908, autoprodotto. Per il secondo anno consecutivo si conferma main sponsor la società Links Management and Technology, operante nel settore della consulenza ICT.
| Casa | Trasferta | Terza maglia |

## Organigramma societario
ORGANI DI AMMINISTRAZIONE E CONTROLLO
Consiglio di amministrazione
- Presidente: Saverio Sticchi Damiani
- Vicepresidenti: Alessandro Adamo e Corrado Liguori
- Amministratori: Dario Carofalo, Silvia Carofalo, Salvatore De Vitis, Paola Del Brocco

Collegio sindacale
- Presidente: Giuseppe Tamborrino
- Sindaci effettivi: Lauretana Fasano, Domenico Massimo Mangiameli
- Sindaci supplenti: Giuseppe Quarta, Giovanni Santoro

Management
- Direttore generale area amministrativa: Giuseppe Mercadante
- Direttore area finanziaria: Chiara Carrozzo
- Responsabile area legale: Domenico Zinnari
- Direttore generale area tecnica: Pantaleo Corvino
- Direttore sportivo: Stefano Trinchera
- Team manager: Claudio Vino
- Coordinatore settore giovanile: Gennaro Delvecchio
- Segretario sportivo: Rosario Imparato
- Segretario settore giovanile: Gianluca De Pascalis
- Responsabile biglietteria e vice delegato alla gestione dell'evento: Angelica De Mitri
- Delegato alla gestione dell'evento e stadium manager: Donato Provenzano
- Responsabile comunicazione: Andrea Ferrante
- Ufficio stampa: Dario Sanghez
- Responsabile marketing: Andrea Micati
- Ufficio marketing: Ilenia De Pascalis
- Amministrazione: Alessandro Tondi
- Slo: Giovanni Apollonio
- Fotografo ufficiale: Marco Lezzi

STAFF TECNICO
- Allenatore: Marco Baroni
- Allenatore in seconda: Fabrizio Del Rosso
- Preparatori dei portieri: Luigi Sassanelli
- Preparatori atletici: Giovanni De Luca, Federico Di Dio, Andrea Petruolo
- Responsabile magazziniere: Giovanni Fasano
- Magazziniere: Pasquale Quarta, Daniele Della Giorgia

STAFF SANITARIO
- Responsabile area sanitaria: Giuseppe Congedo
- Medico: Gianmarco Peccarisi
- Cardiologo: Antonio Tondo
- Cardiologo: Marco Russo
- Podologa: Anna Chiara Schido
- Fisioterapista ed Osteopata: Graziano Fiorita
- Fisioterapista: Francesco Soda
- Fisioterapista: Marco Camassa
- Osteopata: Stefano Carrisi
- Responsabile nutrizione sportiva: Mirco Spedicato
- Collaboratore nutrizione sportiva: Luigi Sturdà

## Rosa
Aggiornata al 5 marzo 2022.
 In corsivo i calciatori ceduti a stagione in corso.
| N. |                     | Ruolo | Calciatore             |
| -- | ------------------- | ----- | ---------------------- |
| 1  | Italia (bandiera)   | P     | Marco Bleve            |
| 3  | Colombia (bandiera) | D     | Brayan Vera            |
| 5  | Italia (bandiera)   | D     | Fabio Lucioni          |
| 6  | Italia (bandiera)   | D     | Biagio Meccariello     |
| 6  | Croazia (bandiera)  | D     | Lorenco Šimić          |
| 7  | Italia (bandiera)   | C     | Luca Paganini          |
| 7  | Italia (bandiera)   | A     | Antonino Ragusa        |
| 8  | Italia (bandiera)   | C     | Mario Gargiulo         |
| 9  | Italia (bandiera)   | A     | Massimo Coda           |
| 10 | Italia (bandiera)   | C     | Francesco Di Mariano   |
| 11 | Italia (bandiera)   | A     | Marco Olivieri         |
| 12 | Romania (bandiera)  | P     | Alexandru Borbei       |
| 13 | Italia (bandiera)   | D     | Alessandro Tuia        |
| 14 | Islanda (bandiera)  | C     | Þórir Jóhann Helgason  |
| 15 | Italia (bandiera)   | D     | Ilario Monterisi       |
| 16 | Islanda (bandiera)  | D     | Brynjar Ingi Bjarnason |
| 17 | Francia (bandiera)  | D     | Valentin Gendrey       |
| 19 | Polonia (bandiera)  | C     | Marcin Listkowski      |

| N. |                      | Ruolo | Calciatore          |
| -- | -------------------- | ----- | ------------------- |
| 21 | Brasile (bandiera)   | P     | Gabriel             |
| 22 | Italia (bandiera)    | P     | Alessandro Plizzari |
| 22 | Italia (bandiera)    | P     | Mauro Vigorito      |
| 23 | Svezia (bandiera)    | C     | John Björkengren    |
| 24 | Italia (bandiera)    | D     | Paolo Faragò        |
| 25 | Italia (bandiera)    | D     | Antonino Gallo      |
| 27 | Brasile (bandiera)   | C     | Gabriel Strefezza   |
| 29 | Francia (bandiera)   | C     | Alexis Blin         |
| 30 | Italia (bandiera)    | D     | Antonio Barreca     |
| 33 | Italia (bandiera)    | D     | Arturo Calabresi    |
| 37 | Slovenia (bandiera)  | C     | Žan Majer           |
| 42 | Danimarca (bandiera) | C     | Morten Hjulmand     |
| 44 | Albania (bandiera)   | D     | Kastriot Dermaku    |
| 45 | Romania (bandiera)   | A     | Cătălin Burnete     |
| 75 | Italia (bandiera)    | A     | Mattia Felici       |
| 90 | Spagna (bandiera)    | A     | Raúl Asencio        |
| 99 | Spagna (bandiera)    | A     | Pablo Rodríguez     |

## Calciomercato
Ceduti per fine prestito Claud Adjapong, Kastriot Dermaku, Mariusz Stępiński e Güven Yalçın, conclusisi i contratti di Christian Maggio, Panagiōtīs Tachtsidīs e Stefano Pettinari, il Lecce cede anche Marco Mancosu alla SPAL, rinunciando alla clausola rescissoria per la vendita del giocatore, Marco Calderoni, Leonard Žuta, Liam Henderson, Mauro Vigorito ed Edgaras Dubickas, rientrato da un prestito. Ingaggia, invece, il difensore Arturo Calabresi dal Bologna, Alessandro Tuia dal Benevento, Marco Olivieri dalla Juventus, Gabriel Strefezza dalla SPAL, Antonio Barreca dal Monaco, Francesco Di Mariano dal Venezia, reintegra in rosa Kastriot Dermaku, prelevandolo dal Parma a titolo definitivo, e acquista Mario Gargiulo dal Cittadella. Sul fronte del mercato estero, acquista i giovani islandesi Brynjar Ingi Bjarnason e Þórir Jóhann Helgason e i francesi Valentin Gendrey e Alexis Blin. Durante il calciomercato di gennaio, il club cede Brynjar Ingi Bjarnason, Biagio Meccariello, Luca Paganini e Marco Olivieri e ingaggia due svincolati, il difensore Lorenco Šimić e l'attaccante Raúl Asencio, oltre all'attaccante Antonino Ragusa e al portiere Alessandro Plizzari.

### Sessione estiva(dall'1/7 al 31/8)[34]
| Acquisti | Acquisti               | Acquisti          | Acquisti                         |
| R.       | Nome                   | da                | Modalità                         |
| -------- | ---------------------- | ----------------- | -------------------------------- |
| P        | Joakim Milli           | Nardò             | fine prestito                    |
| P        | Filippo Petrarca       | Fidelis Andria    | fine prestito                    |
| D        | Romario Benzar         | Viitorul Costanza | fine prestito                    |
| D        | Brynjar Ingi Bjarnason | KA Akureyri       | definitivo                       |
| D        | Arturo Calabresi       | Bologna           | definitivo                       |
| D        | Kastriot Dermaku       | Parma             | definitivo                       |
| D        | Valentin Gendrey       | Amiens            | definitivo                       |
| D        | Alessandro Tuia        | Benevento         | definitivo                       |
| D        | Brayan Vera            | Cosenza           | fine prestito                    |
| D        | Ruben Nives            | Brindisi          | fine prestito                    |
| D        | Antonio Barreca        | Monaco            | prestito                         |
| C        | Alexis Blin            | Amiens            | definitivo                       |
| C        | Francesco Di Mariano   | Venezia           | definitivo                       |
| C        | Mario Gargiulo         | Cittadella        | definitivo                       |
| C        | Þórir Jóhann Helgason  | FH Hafnarfjörður  | definitivo                       |
| C        | Marco Olivieri         | Juventus          | prestito con obbligo di riscatto |
| C        | Gabriel Strefezza      | SPAL              | definitivo                       |
| C        | Joan González Cañellas | Barcellona        | definitivo                       |
| C        | Eetu Mömmö             | Ilves Tampere     | definitivo                       |

| Cessioni         | Cessioni              | Cessioni           | Cessioni                |
| R.               | Nome                  | a                  | Modalità                |
| ---------------- | --------------------- | ------------------ | ----------------------- |
| P                | Filippo Petrarca      | Nardò              | prestito                |
| P                | Joakim Milli          | Virtus Francavilla | prestito                |
| P                | Mauro Vigorito        | Cosenza            | definitivo              |
| D                | Claud Adjapong        | Sassuolo           | fine prestito           |
| D                | Marco Calderoni       | L.R. Vicenza       | definitivo              |
| D                | Kastriot Dermaku      | Parma              | fine prestito           |
| D                | Christian Maggio      | -                  | svincolato              |
| D                | Ilario Monterisi      | Catanzaro          | prestito                |
| D                | Leonard Žuta          | Vålerenga          | definitivo              |
| D                | Riccardo Fiamozzi     | Empoli             | prestito                |
| C                | Liam Henderson        | Empoli             | definitivo              |
| C                | Marco Mancosu         | SPAL               | definitivo              |
| C                | Sergio Maselli        | Foggia             | prestito                |
| C                | Boban Nikolov         | -                  | risoluzione consensuale |
| C                | Panagiōtīs Tachtsidīs | -                  | svincolato              |
| A                | Stefano Pettinari     | -                  | svincolato              |
| A                | Mariusz Stępiński     | Verona             | fine prestito           |
| A                | Güven Yalçın          | Beşiktaş           | fine prestito           |
| Altre operazioni |                       |                    |                         |
| R.               | Nome                  | a                  | Modalità                |
| C                | Francesco Palumbo     | Bitonto            | prestito                |
| D                | Riccardo Pierno       | Virtus Francavilla | prestito                |
| D                | Davide Riccardi       | Triestina          | definitivo              |
| A                | Edgaras Dubickas      | Piacenza           | definitivo              |

### Sessione invernale(dal 3/1 al 31/1)
Dati aggiornati al 29 gennaio 2022.
| Acquisti | Acquisti              | Acquisti   | Acquisti                                    |
|          | Nome                  | da         | Modalità                                    |
| -------- | --------------------- | ---------- | ------------------------------------------- |
| P        | Alessandro Plizzari   | Milan      | prestito                                    |
| D        | Paolo Faragò          | Cagliari   | prestito con diritto ed obbligo di riscatto |
| D        | Lorenco Šimić         | svincolato | definitivo                                  |
| C        | Davíð Snær Jóhannsson | Keflavík   | definitivo                                  |
| A        | Raúl Asencio          | svincolato | definitivo                                  |
| A        | Antonino Ragusa       | svincolato | definitivo                                  |

| Cessioni         | Cessioni               | Cessioni       | Cessioni                                          |
| R.               | Nome                   | a              | Modalità                                          |
| ---------------- | ---------------------- | -------------- | ------------------------------------------------- |
| D                | Brynjar Ingi Bjarnason | Vålerenga      | definitivo                                        |
| D                | Biagio Meccariello     | SPAL           | definitivo                                        |
| D                | Luca Paganini          | Ascoli         | definitivo                                        |
| A                | Mattia Felici          | Palermo        | prestito con diritto di riscatto e controriscatto |
| Altre operazioni |                        |                |                                                   |
| R.               | Nome                   | a              | Modalità                                          |
| D                | Ilario Monterisi       | Fidelis Andria | prestito                                          |

### Trasferimenti dopo la sessione invernale
| Cessioni | Cessioni    | Cessioni        | Cessioni |
| R.       | Nome        | a               | Modalità |
| -------- | ----------- | --------------- | -------- |
| D        | Brayan Vera | América de Cali | prestito |

## Risultati

### Serie B

#### Girone di andata
| Arbitro: | Baroni (Firenze) |

|                                       |           |  |
| Valzania 51’ Buonaiuto 60’ Valeri 65’ | Marcatori |  |

| Arbitro: | Marchetti (Ostia Lido) |

|                 |           |           |
| Coda 40’ (rig.) | Marcatori | 42’ Cerri |

| Benevento 10 settembre 2021, ore 20:30 CEST 3ª giornata | Benevento         | 0 – 0 referto | Lecce | Stadio Ciro Vigorito (5 102 spett.)\| Arbitro: \| Santoro (Messina) \| |
| Arbitro:                                                | Santoro (Messina) |               |       |                                                                        |

| Arbitro: | Giacomelli (Trieste) |

|                                   |           |                    |
| Tuia 12’ Rodríguez 87’ Coda 90+6’ | Marcatori | 15’ Corazza 56’ Ba |

| Arbitro: | Paterna (Teramo) |

|  |           |                                  |
|  | Marcatori | 4’, 22’ Di Mariano 69’ Strefezza |

| Arbitro: | Gariglio (Pinerolo) |

|                |           |                         |
| Okwonkwo 45+2’ | Marcatori | 10’ Coda 77’ Di Mariano |

| Arbitro: | Abbattista (Molfetta) |

|                                         |           |  |
| Strefezza 45+1’ Di Mariano 55’ Coda 70’ | Marcatori |  |

| Arbitro: | Dionisi (L'Aquila) |

|           |           |              |
| Iliev 64’ | Marcatori | 7’ Strefezza |

| Lecce 23 ottobre 2021, ore 14:00 CEST 9ª giornata | Lecce        | 0 – 0 referto | Perugia | Stadio Via del mare (6 665 spett.)\| Arbitro: \| Giua (Olbia) \| |
| Arbitro:                                          | Giua (Olbia) |               |         |                                                                  |

| Arbitro: | Irrati (Firenze) |

|            |           |             |
| Bisoli 87’ | Marcatori | 81’ Dermaku |

| Arbitro: | Santoro (Messina) |

|                                          |           |          |
| Strefezza 30’ Coda 45+1’ Björkengren 46’ | Marcatori | 67’ Caso |

| Arbitro: | Ghersini (Genova) |

|                                         |           |  |
| Coda 16’, 31’ (rig.), 44’ Strefezza 37’ | Marcatori |  |

| Frosinone 20 novembre 2021, ore 14:00 CET 13ª giornata | Frosinone        | 0 – 0 referto | Lecce | Stadio Benito Stirpe (7 883 spett.)\| Arbitro: \| Fabbri (Ravenna) \| |
| Arbitro:                                               | Fabbri (Ravenna) |               |       |                                                                       |

| Arbitro: | Paterna (Teramo) |

|                              |           |                                              |
| Majer 11’ Strefezza 43’, 58’ | Marcatori | 10’ Falletti 56’ A. Donnarumma 72’ Partipilo |

| Arbitro: | Guida (Torre Annunziata) |

|             |           |                                |
| Colombo 41’ | Marcatori | 23’ Gargiulo 51’ 77’ Strefezza |

| Arbitro: | Volpi (Arezzo) |

|                        |           |  |
| Gargiulo 27’ Majer 61’ | Marcatori |  |

| Arbitro: | Orsato (Schio) |

|             |           |  |
| Sibilli 58’ | Marcatori |  |

| Arbitro: | Marco Guida (Torre Annunziata) |

|                         |           |                |
| Listkowski 28’ Coda 38’ | Marcatori | 88’ Meggiorini |

| Arbitro: | Colombo (Como) |

|  |           |              |
|  | Marcatori | 24’ Gargiulo |

#### Girone di ritorno
| Arbitro: | Chiffi (Padova) |

|                              |           |                |
| Gallo 14’ Okoli 90+1’ (aut.) | Marcatori | 15’ D. Ciofani |

| Arbitro: | Marco Piccinini (Forlì) |

|                 |           |                |
| Cerri 4’ (rig.) | Marcatori | 13’ Listkowski |

| Arbitro: | Luca Pairetto (Nichelino) |

|               |           |                      |
| Strefezza 40’ | Marcatori | 13’ (aut.) Calabresi |

| Arbitro: | Manganiello (Pinerolo) |

|                |           |          |
| Di Gennaro 50’ | Marcatori | 82’ Coda |

| Arbitro: | Ghersini (Genova) |

|                                      |           |  |
| Coda 34’, 45+4’ (rig.) Strefezza 59’ | Marcatori |  |

| Arbitro: | Camplone (Pescara) |

|          |           |                           |
| Coda 88’ | Marcatori | 1’ Antonucci 65’ Tounkara |

| Arbitro: | Doveri (Roma) |

|  |           |                 |
|  | Marcatori | 56’ (rig.) Coda |

| Arbitro: | Abisso (Palermo) |

|                                      |           |              |
| Rodríguez 24’ Coda 56’, 90+5’ (rig.) | Marcatori | 70’ F. Ricci |

| Arbitro: | Santoro (Messina) |

|              |           |                 |
| Olivieri 67’ | Marcatori | 90’ (rig.) Coda |

| Arbitro: | Fabbri (Ravenna) |

|               |           |            |
| Strefezza 19’ | Marcatori | 30’ Bisoli |

| Arbitro: | Marinelli (Tivoli) |

|                          |           |                    |
| Larrivey 44’ Millico 50’ | Marcatori | 2’ Coda 90+5’ Blin |

| Parma 19 marzo 2022, ore 14:00 CET 31ª giornata | Parma            | 0 – 0 referto | Lecce | Stadio Ennio Tardini (7 916 spett.)\| Arbitro: \| Rapuano (Rimini) \| |
| Arbitro:                                        | Rapuano (Rimini) |               |       |                                                                       |

| Arbitro: | Guida (Torre Annunziata) |

|          |           |  |
| Coda 40’ | Marcatori |  |

| Arbitro: | Marcenaro (Genova) |

|            |           |                                                 |
| Bogdan 44’ | Marcatori | 5’ Coda 20’ Strefezza 78’ Di Mariano 86’ Ragusa |

| Arbitro: | Marchetti (Ostia Lido) |

|              |           |  |
| Helgason 66’ | Marcatori |  |

| Arbitro: | Francesco Fourneau (Roma) |

|                  |           |  |
| Folorunsho 45+2’ | Marcatori |  |

| Arbitro: | Luca Pairetto (Nichelino) |

|                        |           |  |
| Lucioni 18’ Faragò 85’ | Marcatori |  |

| Arbitro: | Mariani (Aprilia) |

|                                    |           |               |
| Diaw 90+4’ (rig.) Ranocchia 90+13’ | Marcatori | 69’ Strefezza |

| Arbitro: | Piccinini (Forlì) |

|           |           |  |
| Majer 46’ | Marcatori |  |

### Coppa Italia
| Arbitro: | Serra (Torino) |

|             |           |                       |
| Brunetta 7’ | Marcatori | 9’, 76’ Coda 40’ Tuia |

| Arbitro: | Marini (Trieste) |

|  |           |                              |
|  | Marcatori | 43’ Listkowski 55’ Calabresi |

| Arbitro: | Volpi (Arezzo) |

|                                         |           |               |
| Kumbulla 40’ Abraham 54’ Shomurodov 81’ | Marcatori | 14’ Calabresi |

## Statistiche
Statistiche aggiornate al 6 maggio 2022.

### Statistiche di squadra
| Competizione | Punti | In casa | In casa | In casa | In casa | In casa | In casa | In trasferta | In trasferta | In trasferta | In trasferta | In trasferta | In trasferta | Totale | Totale | Totale | Totale | Totale | Totale | DR |
| Competizione | Punti | G       | V       | N       | P       | Gf      | Gs      | G            | V            | N            | P            | Gf           | Gs           | G      | V      | N      | P      | Gf     | Gs     | DR |
| ------------ | ----- | ------- | ------- | ------- | ------- | ------- | ------- | ------------ | ------------ | ------------ | ------------ | ------------ | ------------ | ------ | ------ | ------ | ------ | ------ | ------ | -- |
| Serie B      | 71    | 19      | 13      | 5       | 1       | 37      | 14      | 19           | 6            | 9            | 4            | 22           | 17           | 38     | 19     | 14     | 5      | 59     | 31     | 28 |
| Coppa Italia | -     | 0       | 0       | 0       | 0       | 0       | 0       | 3            | 2            | 0            | 1            | 6            | 4            | 3      | 2      | 0      | 1      | 6      | 4      | 2  |
| Totale       | -     | 19      | 13      | 5       | 1       | 37      | 14      | 22           | 8            | 9            | 5            | 28           | 21           | 41     | 21     | 14     | 6      | 65     | 35     | 30 |

### Andamento in campionato
| Giornata  | 1  | 2  | 3  | 4  | 5 | 6 | 7 | 8 | 9 | 10 | 11 | 12 | 13 | 14 | 15 | 16 | 17 | 18 | 19 | 20 | 21 | 22 | 23 | 24 | 25 | 26 | 27 | 28 | 29 | 30 | 31 | 32 | 33 | 34 | 35 | 36 | 37 | 38 |
| --------- | -- | -- | -- | -- | - | - | - | - | - | -- | -- | -- | -- | -- | -- | -- | -- | -- | -- | -- | -- | -- | -- | -- | -- | -- | -- | -- | -- | -- | -- | -- | -- | -- | -- | -- | -- | -- |
| Luogo     | T  | C  | T  | C  | T | T | C | T | C | T  | C  | C  | T  | C  | T  | C  | T  | C  | T  | C  | T  | C  | T  | C  | C  | T  | C  | T  | C  | T  | T  | C  | T  | C  | T  | C  | T  | C  |
| Risultato | P  | N  | N  | V  | V | V | V | N | N | N  | V  | V  | N  | N  | V  | V  | P  | V  | V  | V  | N  | N  | N  | V  | P  | V  | V  | N  | N  | N  | N  | V  | V  | V  | P  | V  | P  | V  |
| Posizione | 16 | 19 | 16 | 12 | 9 | 6 | 3 | 3 | 4 | 5  | 3  | 2  | 3  | 3  | 3  | 2  | 3  | 2  | 2  | 1  | 1  | 1  | 2  | 1  | 2  | 1  | 1  | 1  | 2  | 2  | 4  | 2  | 2  | 1  | 2  | 1  | 1  | 1  |

Fonte:  Classifiche, su legab.it.
Legenda:

Luogo: C = Casa; T = Trasferta. Risultato: V = Vittoria; N = Pareggio; P = Sconfitta.

### Statistiche dei giocatori
In corsivo i giocatori ceduti a stagione in corso.
| Giocatore         | Serie B  | Serie B | Serie B     | Serie B    | Coppa Italia | Coppa Italia | Coppa Italia | Coppa Italia | Totale   | Totale | Totale      | Totale     |
| Giocatore         | Presenze | Reti    | Ammonizioni | Espulsioni | Presenze     | Reti         | Ammonizioni  | Espulsioni   | Presenze | Reti   | Ammonizioni | Espulsioni |
| ----------------- | -------- | ------- | ----------- | ---------- | ------------ | ------------ | ------------ | ------------ | -------- | ------ | ----------- | ---------- |
| R. Asencio        | 5        | 0       | 1           | 0          | 0            | 0            | 0            | 0            | 5        | 0      | 1           | 0          |
| A. Barreca        | 22       | 0       | 3           | 0          | 2            | 0            | 1            | 0            | 24       | 0      | 4           | 0          |
| B. Ingi Bjarnason | 1        | 0       | 0           | 0          | 0            | 0            | 0            | 0            | 1        | 0      | 0           | 0          |
| J. Björkengren    | 22       | 1       | 1           | 0          | 3            | 0            | 0            | 0            | 25       | 1      | 1           | 0          |
| M. Bleve          | 4        | -3      | 0           | 0          | 2            | 0            | 0            | 0            | 6        | -3     | 0           | 0          |
| A. Blin           | 26       | 1       | 5           | 0          | 3            | 0            | 1            | 0            | 29       | 1      | 6           | 0          |
| A. Borbei         | 0        | 0       | 0           | 0          | 0            | 0            | 0            | 0            | 0        | 0      | 0           | 0          |
| C. Burnete        | 0        | 0       | 0           | 0          | 1            | 0            | 0            | 0            | 1        | 0      | 0           | 0          |
| A. Calabresi      | 30       | 0       | 5           | 0          | 3            | 1            | 0            | 0            | 33       | 1      | 5           | 0          |
| M. Coda           | 36       | 20      | 3           | 0          | 2            | 2            | 0            | 0            | 38       | 22     | 3           | 0          |
| K. Dermaku        | 15       | 1       | 2           | 0          | 2            | 0            | 1            | 0            | 17       | 1      | 3           | 0          |
| F. Di Mariano     | 29       | 5       | 4           | 0          | 2            | 2            | 1            | 0            | 31       | 7      | 5           | 0          |
| P. Faragò         | 8        | 1       | 0           | 0          | 1            | 0            | 0            | 0            | 9        | 1      | 0           | 0          |
| M. Felici         | 0        | 0       | 0           | 0          | 1            | 0            | 0            | 0            | 1        | 0      | 0           | 0          |
| Gabriel           | 31       | -22     | 0           | 0          | 2            | -4           | 0            | 0            | 33       | -26    | 0           | 0          |
| A. Gallo          | 26       | 1       | 4           | 0          | 1            | 0            | 0            | 0            | 27       | 1      | 4           | 0          |
| M. Gargiulo       | 32       | 3       | 5           | 0          | 2            | 0            | 0            | 1            | 34       | 3      | 5           | 1          |
| V. Gendrey        | 29       | 0       | 2           | 0          | 3            | 0            | 1            | 0            | 32       | 0      | 3           | 0          |
| Þ. Helgason       | 25       | 1       | 2           | 0          | 3            | 0            | 1            | 0            | 28       | 1      | 3           | 0          |
| M. Hjulmand       | 37       | 0       | 6           | 0          | 1            | 0            | 0            | 0            | 38       | 0      | 6           | 0          |
| M. Listkowski     | 23       | 2       | 3           | 0          | 2            | 0            | 1            | 0            | 25       | 2      | 4           | 0          |
| F. Lucioni        | 37       | 1       | 8           | 0          | 2            | 0            | 0            | 0            | 39       | 1      | 8           | 0          |
| Ž. Majer          | 24       | 3       | 5           | 0          | 1            | 0            | 0            | 0            | 25       | 3      | 5           | 0          |
| B. Meccariello    | 8        | 0       | 4           | 0          | 1            | 0            | 0            | 0            | 9        | 0      | 4           | 0          |
| J. Milli          | 0        | 0       | 0           | 0          | 0            | 0            | 0            | 0            | 0        | 0      | 0           | 0          |
| I. Monterisi      | 0        | 0       | 0           | 0          | 0            | 0            | 0            | 0            | 0        | 0      | 0           | 0          |
| M. Olivieri       | 18       | 0       | 0           | 0          | 3            | 0            | 1            | 0            | 21       | 0      | 1           | 0          |
| L. Paganini       | 7        | 0       | 0           | 0          | 1            | 0            | 0            | 0            | 8        | 0      | 0           | 0          |
| P. Plizzari       | 3        | -3      | 1           | 0          | 0            | 0            | 0            | 0            | 3        | -3     | 1           | 0          |
| A. Ragusa         | 15       | 1       | 2           | 0          | 0            | 0            | 0            | 0            | 15       | 1      | 2           | 0          |
| P. Rodríguez      | 25       | 2       | 3           | 0          | 2            | 0            | 1            | 0            | 27       | 2      | 4           | 0          |
| L. Šimić          | 7        | 0       | 0           | 0          | 0            | 0            | 0            | 0            | 7        | 0      | 0           | 0          |
| G. Strefezza      | 34       | 14      | 7           | 0          | 1            | 0            | 0            | 0            | 35       | 14     | 7           | 0          |
| A. Tuia           | 19       | 1       | 6           | 0          | 1            | 1            | 0            | 0            | 20       | 2      | 6           | 0          |
| B. Vera           | 2        | 0       | 0           | 0          | 1            | 0            | 0            | 0            | 3        | 0      | 0           | 0          |
| M. Vigorito       | 0        | 0       | 0           | 0          | 0            | 0            | 0            | 0            | 0        | 0      | 0           | 0          |

## Giovanili

### Organigramma
Management
- - Supervisore settore giovanile: Pantaleo Corvino
  - Responsabile settore giovanile: Gennaro Del Vecchio

Staff tecnico
- Primavera[56]
  - Allenatore: Vito Grieco
  - Allenatore in seconda: Luca Salvalaggio
  - Preparatore atletico:  Paolo Traficante
  - Collaboratori: Diego Zaccardi, Leandro Catanese
  - Dirigente accompagnatore - Giuseppe Nucci
- Under 17
  - Allenatore - Simone Schipa
  - Allenatore in seconda - Antonio Manni
  - Preparatore atletico - Raffaele Tumolo
  - Preparatore portieri - Francesco Garzilli
  - Collaboratore atletico - Ludovico Guerrieri
  - Dirigente accompagnatore - Marco Geusa
- Under 16
  - Allenatore - Vincenzo Mazzeo
  - Allenatore in seconda  - Riccardo Personè
  - Preparatore atletico - Raffaele Tumolo
  - Preparatore portieri - Francesco Garzilli
  - Collaboratori - Giammarco Maldarella, Samuele Rizzo
  - Dirigente accompagnatore - Stefano Tundo
- Under 15
  - Allenatore - Ernesto Chevantón
  - Allenatore in seconda  - Fabio Marrocco
  - Preparatore atletico - Paolo Fontò
  - Preparatore portieri - Giampaolo Luperto
  - Collaboratore - Alessio Rosato
  - Dirigente accompagnatore - Giampiero Tundo
- Giovanissimi Regionali
  - Allenatore - Luca Renna
  - Allenatore in seconda  - Pierluigi Lagna
  - Collaboratori - Mariano Angelo, Alessio Rosato
- Giovanissimi Provinciali
  - Allenatore - Emanuele Antonucci
  - Allenatore in seconda  - Antonio Caputo
  - Collaboratori - Lorenzo Cosimo Rollo, Alessio Rosato
- Esordienti
  - Allenatore - Paolo Castelluzzo
  - Collaboratori - Alessio Rosato, Gabriele Montinaro
- Pulcini
  - Allenatori - Gianluca Garagiuli, Daniele Leone
  - Collaboratori - Leandro Catanese, Mattia Giannattasio, Alessio Rosato